# Anne-Lise Berntsen
Anne-Lise Berntsen, född 28 augusti 1943 i Drammen, död 3 november 2012, var en norsk sångare (sopran).
Berntsen har studerat vid Mozarteum i Salzburg, i Århus, Haag, London och vid Operahögskolan i Stockholm. Hon debuterade i Oslo 1978, och gjorde 1984 sin operadebut på Kungliga Teatern, där hon var anställd till 1987. Hennes sceniska genombrott kom vid Folkoperan i Stockholm, där hon gjorde titelrollen i Turandot. Hon har bland annat sjungit titelrollen i Ariadne på Naxos vid Stora Teatern i Göteborg (1989), och Maria i Wozzeck (1990) och titelrollen i Carmen (1992) vid Det kongelige Teater i Köpenhamn. Hon debuterade på Den Norske Opera i Jenúfa 1991. Hon har också gjort solistkonserter i Europa, USA och Japan.
Berntsen ansågs som en tekniskt suverän sångare med ett stort röstomfång och betydande dramatisk talang. Hon var särskilt känd för sina framföranden av samtidsmusik.